# 香雅里
香雅里為台灣新北市板橋區轄下之一里，香雅里於1994年由香社里分出。清代有平埔族擺接社居住於此。香雅里內有環河公園在板橋區南雅西路2段301巷41弄（國光國小後面），公園內有兒童遊具、涼亭、步道、PU跑道、籃球場、大草坪、室外體健設施等。